# Armeniș (okręg Caraș-Severin)
Armeniș – wieś w Rumunii, w okręgu Caraș-Severin, w gminie Armeniș. W 2011 roku liczyła 1255 mieszkańców. 